# Groupe de NGC 6509
Le groupe de NGC 6509 est un trio de galaxies situé dans la constellation du Ophiuchus. La distance moyenne entre ce groupe et la Voie lactée est d'environ 26,7 Mpc (∼87,1 millions d'al).

## Membres
Le tableau ci-dessous liste les trois galaxies du groupe indiquées dans l'article de A.M. Garcia paru en 1993.
| Nom       | Class. | Type           | α (J2000.0)   | δ (J2000.0) | Vitesse radiale (km/s) | m    | Distance (Mpc) | Diamètre (kal) |
| --------- | ------ | -------------- | ------------- | ----------- | ---------------------- | ---- | -------------- | -------------- |
| NGC 6509  | SBcd   | Spirale barrée | 17h 59m 25.3s | 06° 17′ 13″ | 1811 ± 0               | 12,5 | 25,5 ± 1,8     | 55             |
| UGC 11074 | Sd?    | Spirale        | 17h 59m 07.4s | 07° 08′ 29″ | 1896 ± 1               | 14,5 | 26,8 ± 1,9     | 72             |
| UGC 11093 | Sd     | Spirale        | 18h 01m 51.7s | 06° 58′ 06″ | 1964 ± 1               | 13,9 | 27,7 ± 1,9     | 85             |

Le site DeepskyLog permet de trouver aisément les constellations des galaxies mentionnées dans ce tableau ou si elles ne s'y trouvent pas, l'outil du site constellation permet de le faire à l'aide des coordonnées de la galaxie. Sauf indication contraire, les données proviennent du site NASA/IPAC. 